# Brachymeria westwoodi
Brachymeria westwoodi är en stekelart som beskrevs av Boucek 1992. Brachymeria westwoodi ingår i släktet Brachymeria och familjen bredlårsteklar.
Artens utbredningsområde är:
- Guyana.
- Surinam.

Inga underarter finns listade.